# Landelijk kampioenschap amateurvoetbal 2008/09
In het landelijk kampioenschap amateurvoetbal maken de zes Hoofdklassekampioenen uit wie zich de beste amateurclub van het land mag noemen. De kampioenen van de zaterdag Hoofdklasse A, B en C spelen in een competitie van 4 speelronden, net als de kampioenen van de zondag Hoofdklasse A, B en C.
De drie Zaterdagkampioenen zijn Rijnsburgse Boys, dat op 18 april kampioen werd in de Zaterdag Hoofdklasse A, IJsselmeervogels, dat op dezelfde dag kampioen werd in de Zaterdag Hoofdklasse B en Harkemase Boys dat een week later kampioen werd in C.
In de drie Zondaghoofdklassen werden de kampioenen pas op de laatste speeldag bekend. Op 10 mei werd Westlandia kampioen in A, Baronie in B en WKE in C.

## Kampioenschap Zaterdag

### Teams
| Klasse | Club             |
| ------ | ---------------- |
| A      | Rijnsburgse Boys |
| B      | IJsselmeervogels |
| C      | Harkemase Boys   |

### Programma en uitslagen
| Datum              | Wedstrijd                           | Uitslag       | Scoreverloop                                                                                                  |
| ------------------ | ----------------------------------- | ------------- | --- |
| 16 mei 2009, 14:30 | Rijnsburgse Boys - IJsselmeervogels | 0 - 0         | |
| 21 mei 2009, 18:00 | IJsselmeervogels - Harkemase Boys   | 1 - 4 (1 - 2) | 8' Van der Heijden 0-1, 14' J. Slager 0-2, 20' De Graaf 1-2 (pen), 73' J. Slager 1-3, 89' J. Slager 1-4       |
| 23 mei 2009, 14:30 | Harkemase Boys - Rijnsburgse Boys   | 0 - 1 (0 - 0) | 81' Van Egmond 0-1                                                                                            |
| 26 mei 2009, 20:00 | IJsselmeervogels - Rijnsburgse Boys | 2 - 3 (0 - 2) | 34' Leitoe 0-1, 45+2' Van der Vijver 0-2, 53' Bouma 1-2 (e.d.), 70' De Graaf 2-2 (pen), 82' Van Roosmalen 2-3 |
| 30 mei 2009, 14:30 | Harkemase Boys - IJsselmeervogels   | 2 - 3         | 12' Axwijk 0-1, 21' Meurs 0-2, 45' De Graaf 1-2 (e.d.), 50' Cornelisz 1-3, 70' R. Slager 2-3                  |
| 6 juni 2009, 14:30 | Rijnsburgse Boys - Harkemase Boys   | 1 - 0 (1 - 0) | 2' Hogewoning 1-0 (pen)                                                                                       |

### Eindstand
| # | Club             | Ges | W | G | V | Pnt | DV | DT | DS |
| - | ---------------- | --- | - | - | - | --- | -- | -- | -- |
| 1 | Rijnsburgse Boys | 4   | 3 | 1 | 0 | 10  | 5  | 2  | +3 |
| 2 | IJsselmeervogels | 4   | 1 | 1 | 2 | 4   | 6  | 9  | −3 |
| 3 | Harkemase Boys   | 4   | 1 | 0 | 3 | 3   | 6  | 6  | 0  |

## Kampioenschap Zondag

### Teams
| Klasse | Club       |
| ------ | ---------- |
| A      | Westlandia |
| B      | Baronie    |
| C      | WKE        |

### Programma en uitslagen
| Datum              | Wedstrijd            | Uitslag       | Scoreverloop                                                                              |
| ------------------ | -------------------- | ------------- | ----------------------------------------------------------------------------------------- |
| 17 mei 2009, 14:00 | Westlandia - Baronie | 2 - 2 (1 - 2) | 18' Hage 0-1, 39' Hage 0-2, 45' Ignacio 1-2, 74' Ignacio 2-2                              |
| 21 mei 2009, 14:30 | Baronie - WKE        | 3 - 0 (2 - 0) | 22' Hage 1-0, 31' Hage 2-0, 85' Van der Wegen 3-0                                         |
| 24 mei 2009, 14:00 | WKE - Westlandia     | 5 - 0 (1 - 0) | 10' Weerman 1-0, 57' Mooibroek 2-0 (pen), 63' Koops 3-0, 83' Eleveld 4-0, 90' Weerman 5-0 |
| 28 mei 2009, 19:30 | Baronie - Westlandia | 0 - 1 (0 - 1) | 33' Verhagen 0-1                                                                          |
| 1 juni 2009, 14:00 | WKE - Baronie        | 2 - 1 (1 - 1) | 17' Zschüsschen 0-1, 41' Mooibroek 1-1 (pen), 90+4' Wessels 2-1                           |
| 7 juni 2009, 14:00 | Westlandia - WKE     | 0 - 0         |                                                                                           |

### Eindstand
| # | Club       | Ges | W | G | V | Pnt | DV | DT | DS |
| - | ---------- | --- | - | - | - | --- | -- | -- | -- |
| 1 | WKE        | 4   | 2 | 1 | 1 | 7   | 7  | 4  | +3 |
| 2 | Westlandia | 4   | 1 | 2 | 1 | 5   | 3  | 7  | −4 |
| 3 | Baronie    | 4   | 1 | 1 | 2 | 4   | 6  | 5  | +1 |

## Algeheel kampioenschap
|                    |                    |         |     |                                                                                    |
| 13 juni 2009 14:30 | Rijnsburgse Boys   | 1 - 0   | WKE | Sportpark Middelmors, Rijnsburg Toeschouwers: 4.250 Scheidsrechter: Harry van Beek |
| 13 juni 2009 14:30 | B. Freke 90' (pen) | verslag |     | Sportpark Middelmors, Rijnsburg Toeschouwers: 4.250 Scheidsrechter: Harry van Beek |

|                    |                                                |         |                                                       |                                                                                  |
| 20 juni 2009 14:30 | WKE                                            | 4 - 3   | Rijnsburgse Boys                                      | Sportpark Grote Geert, Emmen Toeschouwers: 4.000 Scheidsrechter: Jo-Annes de Bat |
| 20 juni 2009 14:30 | Weerman 88', 100' Hoogeveen 90' Hooiveld 90+3' | verslag | B. Freke 72' Mooibroek (e.d.) 78' Van der Vijver 120' | Sportpark Grote Geert, Emmen Toeschouwers: 4.000 Scheidsrechter: Jo-Annes de Bat |

| Strafschoppenserie |   |     |   |                |
| Mooibroek          | X | 0:0 | X | Hogewoning     |
| J. Oosting         | X | 0:0 | X | Van der Vijver |
| Hoogeveen          | X | 0:0 | X | Groot          |
| Doek               | O | 1:1 | O | Leitoe         |
| Gennissen          | O | 2:1 | X | Bouma          |

|              |
| Kampioen WKE |

Vanaf 2016 staan alle competities op 1 pagina.

1983/84 · 1984/85 · 1985/86 · 1986/87 · 1987/88 · 1988/89 · 1989/90 · 1990/91 · 1991/92 · 1992/93 · 1993/94 · 1994/95 · 1995/96 · 1996/97 · 1997/98 · 1998/99 · 1999/00 · 2000/01 · 2001/02 · 2002/03 · 2003/04 · 2004/05 · 2005/06 · 2006/07 · 2007/08 · 2008/09 · 2009/10 · 2010/11 · 2011/12 · 2012/13 · 2013/14 · 2014/15 · 2015/16